# Culex caudatus
Culex caudatus är en tvåvingeart som beskrevs av Clastrier 1970. Culex caudatus ingår i släktet Culex och familjen stickmyggor.
Artens utbredningsområde är Franska Guyana. Inga underarter finns listade i Catalogue of Life.